# НФВ E.II
НФВ E.II је немачки ловачки авион. Први лет авиона је извршен 1917. године. 

Највећа брзина авиона при хоризонталном лету је износила 186 km/h.
Распон крила авиона је био 12,00 метара, а дужина трупа 7,80 метара. Празан авион је имао масу од 558 kg. Нормална полетна маса износила је око 768 kg. Био је наоружан са једним или два митраљеза.

## Наоружање
| Наоружање авиона: Национал флугцојг верке |     |
| Ватрено (стрељачко) наоружање             |     |
| Топ                                       |     |
| Митраљез                                  |     |
| Број и ознака митраљеза                   | 1-2 |
| Бомбардерско наоружање (бомбе)            |     |
| Ракетно наоружање (ракете)                |     |